# Hardanges
Hardanges est une commune française, située dans le département de la Mayenne en région Pays de la Loire, peuplée de 172 habitants.
La commune fait partie de la province historique du Maine, et se situe dans le Bas-Maine.

## Géographie
Hardanges est située à 11 km de Villaines-la-Juhel et à 17 km de Mayenne (commune) .
La Route nationale 12 (France) est à 7 km de la commune.

### Climat
Pour des articles plus généraux, voir Climat des Pays de la Loire et Climat de la Mayenne.
En 2010, le climat de la commune est de type climat océanique altéré, selon une étude du CNRS s'appuyant sur une série de données couvrant la période 1971-2000. En 2020, Météo-France publie une typologie des climats de la France métropolitaine dans laquelle la commune est exposée à un climat océanique et est dans la région climatique  Moyenne vallée de la Loire, caractérisée par une bonne insolation (1 850 h/an) et un été peu pluvieux. 
Pour la période 1971-2000, la température annuelle moyenne est de 10,5 °C, avec une amplitude thermique annuelle de 14 °C. Le cumul annuel moyen de précipitations est de 893 mm, avec 13,1 jours de précipitations en janvier et 7,9 jours en juillet. Pour la période 1991-2020, la température moyenne annuelle observée sur la station météorologique de Météo-France la plus proche, sur la commune du Horps à 8 km à vol d'oiseau, est de 11,1 °C et le cumul annuel moyen de précipitations est de 857,1 mm,. Pour l'avenir, les paramètres climatiques de la commune estimés pour 2050 selon différents scénarios d'émission de gaz à effet de serre sont consultables sur un site dédié publié par Météo-France en novembre 2022.

## Urbanisme

### Typologie
Au 1er janvier 2024, Hardanges est catégorisée commune rurale à habitat très dispersé, selon la nouvelle grille communale de densité à sept niveaux définie par l'Insee en 2022.
Elle est située hors unité urbaine. Par ailleurs la commune fait partie de l'aire d'attraction de Mayenne, dont elle est une commune de la couronne,. Cette aire, qui regroupe 27 communes, est catégorisée dans les aires de moins de 50 000 habitants,.

### Occupation des sols
L'occupation des sols de la commune, telle qu'elle ressort de la base de données européenne d’occupation biophysique des sols Corine Land Cover (CLC), est marquée par l'importance des territoires agricoles (93,8 % en 2018), en diminution par rapport à 1990 (95,3 %). La répartition détaillée en 2018 est la suivante : 
prairies (56,4 %), terres arables (28,5 %), zones agricoles hétérogènes (8,9 %), forêts (6,2 %). L'évolution de l’occupation des sols de la commune et de ses infrastructures peut être observée sur les différentes représentations cartographiques du territoire : la carte de Cassini (XVIIIe siècle), la carte d'état-major (1820-1866) et les cartes ou photos aériennes de l'IGN pour la période actuelle (1950 à aujourd'hui).

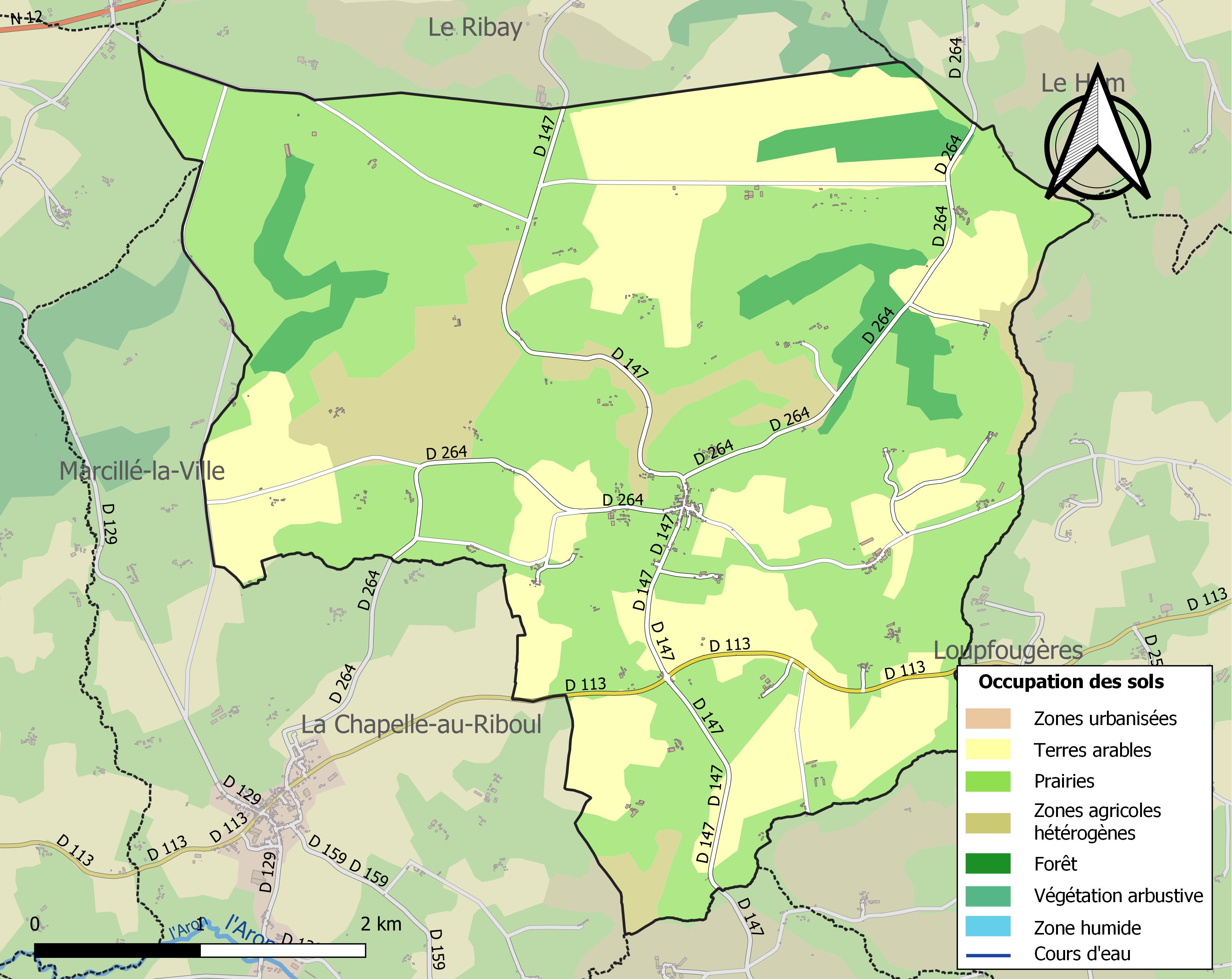
Carte des infrastructures et de l'occupation des sols de la commune en 2018 (CLC).

## Toponymie
Hardanges est attesté sous la forme latinisée Hardengia en 1255.
Il s'agit d'une formation toponymique médiévale en -ing, suffixe germanique de propriété, précédé de l'anthroponyme germanique Hardo. C'est un des rares exemples de ce suffixe à l'ouest.
On note dans le quadrilatère formé par Lassay-les-Châteaux, Mayenne, Bais et Villaines-la-Juhel, une concentration exceptionnelle de noms de personnes et d'appellatifs germaniques dans la toponymie qui ne se retrouve pas ailleurs dans la région, par exemple : Le Horps, Le Ham, Bure (cf. Bure), Hambers, etc.
Cela peut correspondre à l'installation de lètes (laeti) ou de deditices germaniques par le pouvoir romain.

## Histoire

### Préhistoire

#### Néolithique
Un objet en silex datant du néolithique ancien a été découvert à la fin du XIXe siècle à La Rouairie. Celui-ci a malheureusement disparu, seul un moulage subsiste. Il s'agit d'un objet lithique grossièrement circulaire taillé en biface et foré .

## Population et société

### Démographie
L'évolution du nombre d'habitants est connue à travers les recensements de la population effectués dans la commune depuis 1793. Pour les communes de moins de 10 000 habitants, une enquête de recensement portant sur toute la population est réalisée tous les cinq ans, les populations de référence des années intermédiaires étant quant à elles estimées par interpolation ou extrapolation. Pour la commune, le premier recensement exhaustif entrant dans le cadre du nouveau dispositif a été réalisé en 2006.
En 2022, la commune comptait 172 habitants, en évolution de −14,85 % par rapport à 2016 (Mayenne : −0,73 %, France hors Mayotte : +2,11 %).
| 1793 | 1800 | 1806 | 1821 | 1831 | 1836 | 1841 | 1846 | 1851 |
| ---- | ---- | ---- | ---- | ---- | ---- | ---- | ---- | ---- |
| 810  | 806  | 814  | 812  | 861  | 967  | 900  | 930  | 932  |

| 1856 | 1861 | 1866 | 1872 | 1876 | 1881 | 1886 | 1891 | 1896 |
| ---- | ---- | ---- | ---- | ---- | ---- | ---- | ---- | ---- |
| 915  | 846  | 886  | 859  | 855  | 877  | 881  | 874  | 808  |

| 1901 | 1906 | 1911 | 1921 | 1926 | 1931 | 1936 | 1946 | 1954 |
| ---- | ---- | ---- | ---- | ---- | ---- | ---- | ---- | ---- |
| 783  | 722  | 679  | 648  | 584  | 572  | 549  | 532  | 485  |

| 1962 | 1968 | 1975 | 1982 | 1990 | 1999 | 2006 | 2011 | 2016 |
| ---- | ---- | ---- | ---- | ---- | ---- | ---- | ---- | ---- |
| 454  | 376  | 335  | 300  | 258  | 245  | 217  | 203  | 202  |

| 2021 | 2022 | - | - | - | - | - | - | - |
| ---- | ---- | - | - | - | - | - | - | - |
| 183  | 172  | - | - | - | - | - | - | - |

## Culture locale et patrimoine

### Lieux et monuments
- Église Saint-Pierre.
- Chapelle Saint-Mathieu, bâtie en 1775.
- Château de la Chasse-Guerre.
- Parc de la Butte équipé d'une table de ping-pong, d'une table de pique-nique et de deux terrains de pétanque.
- Le lavoir se trouve en contrebas d'un pont qui enjambe le ruisseau du Rû planté.

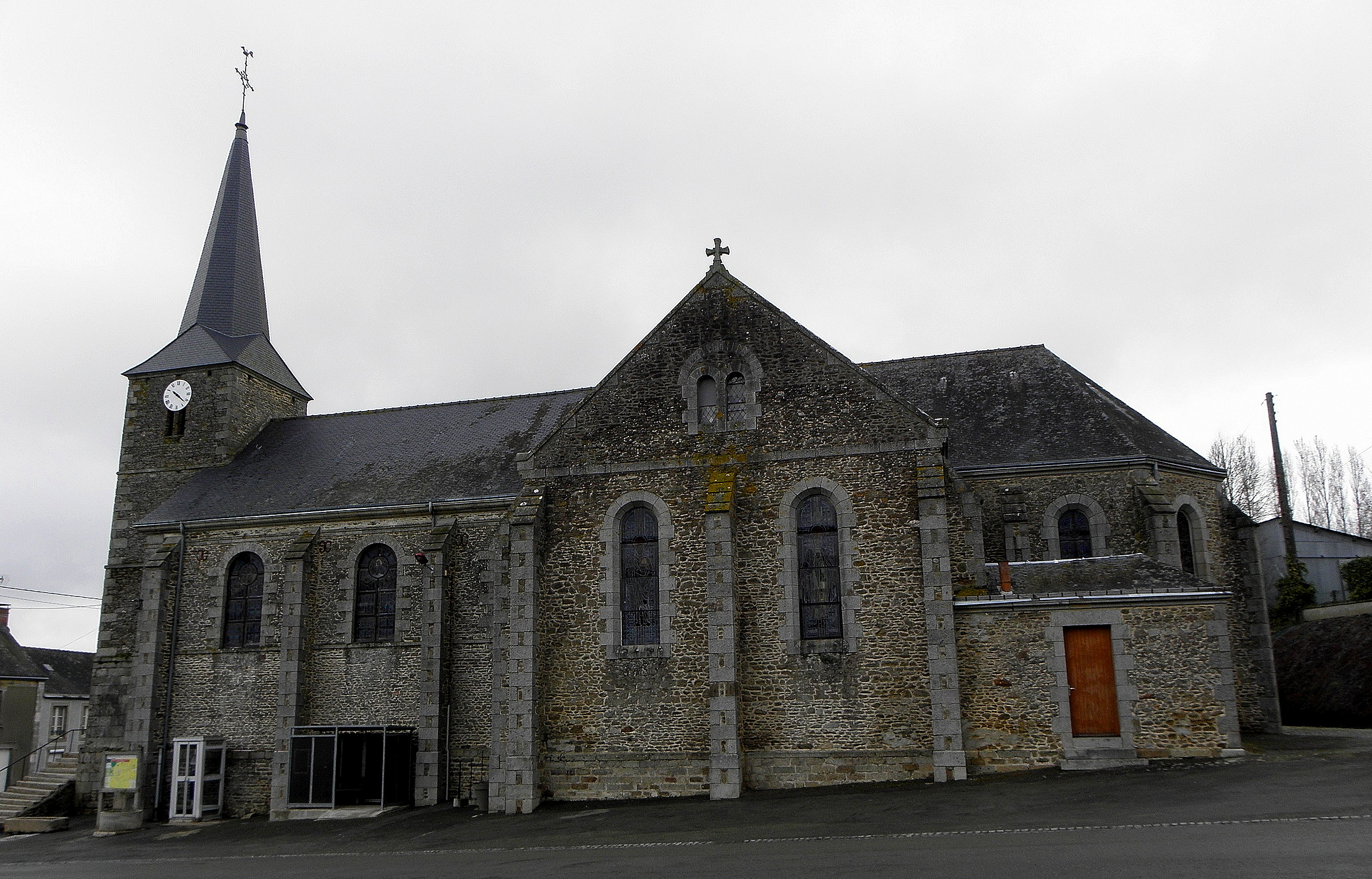
L'église paroissiale Saint-Pierre.
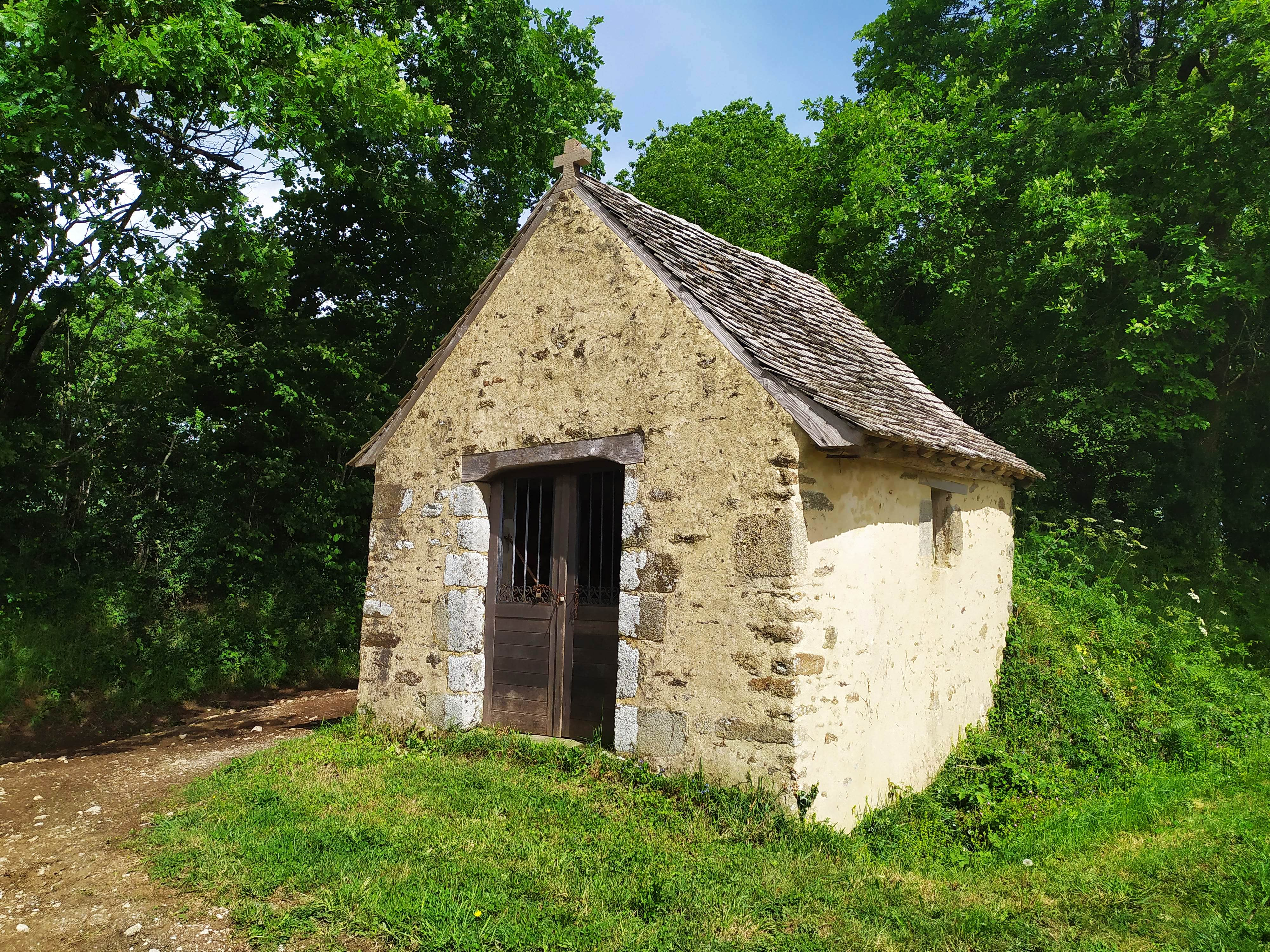
La chapelle Saint-Mathieu.
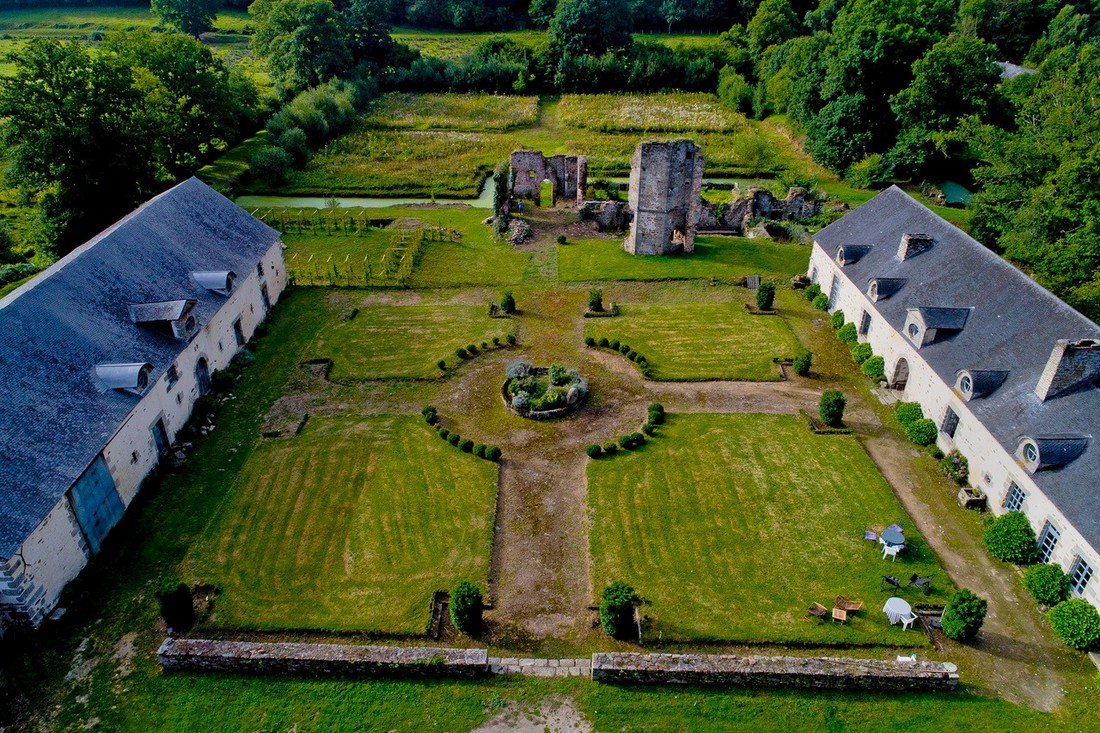
Le château de la Chasse-Guerre.
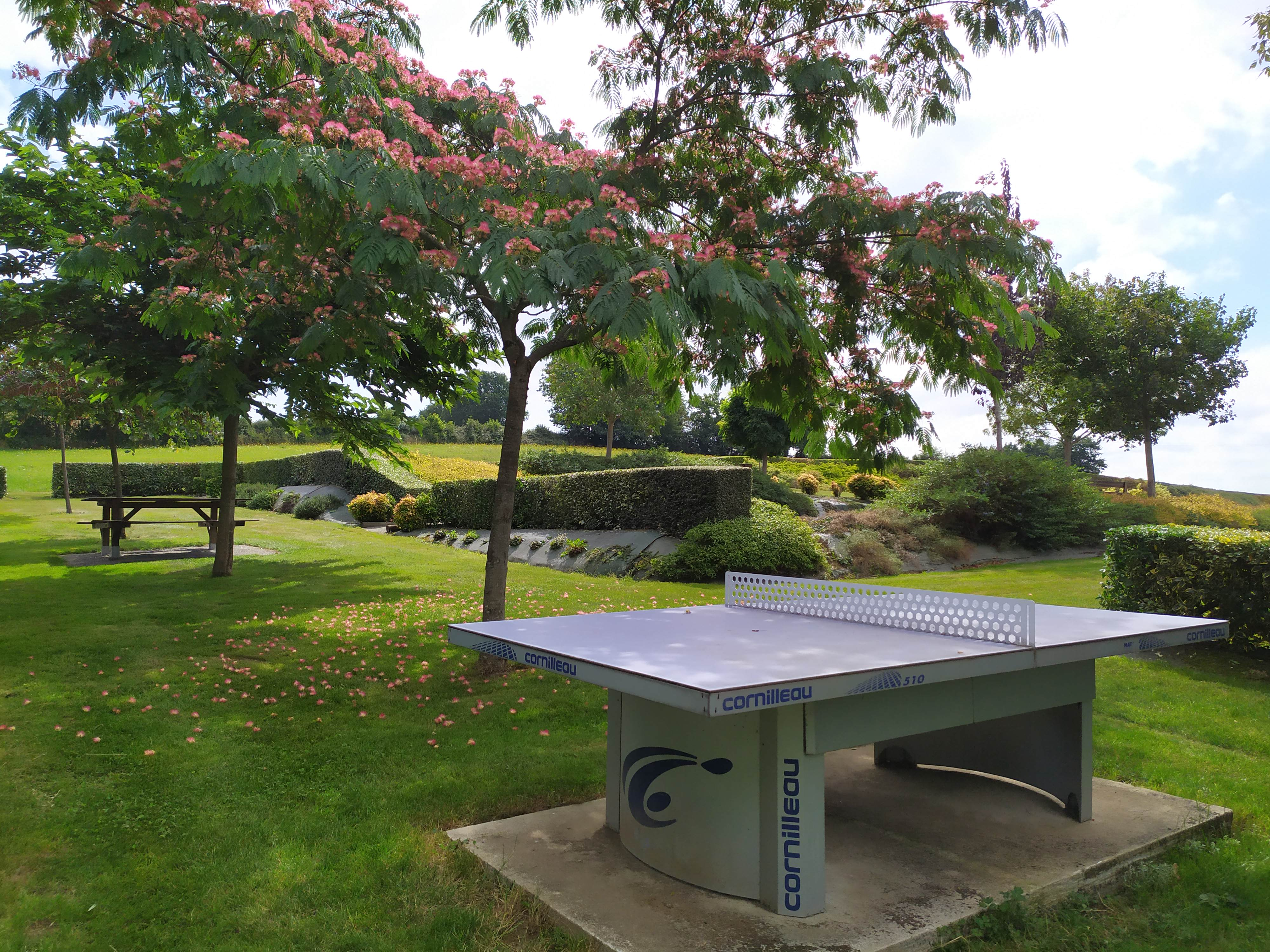
Le parc de la Butte.

### Patrimoine sportif

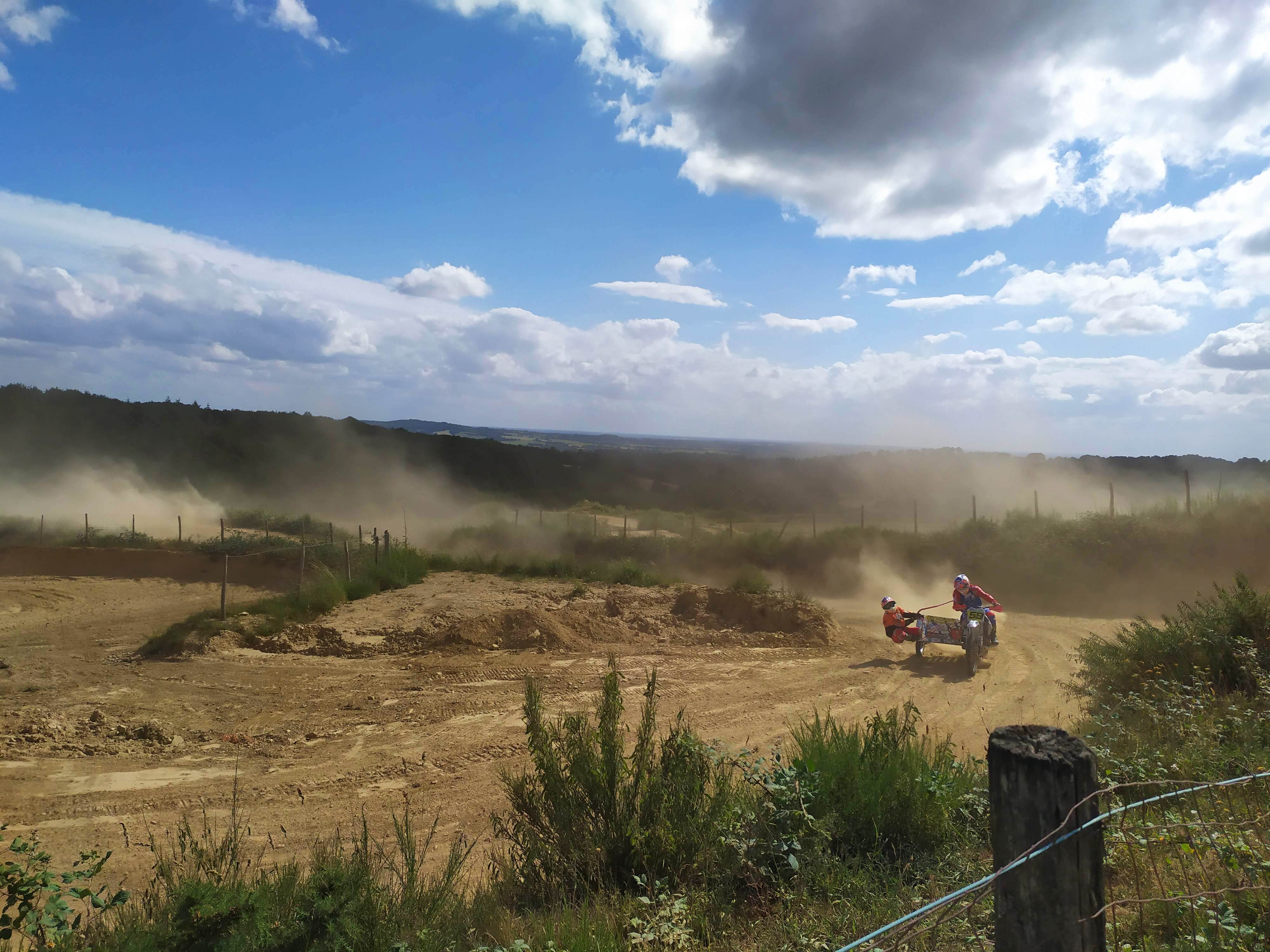
Pilote en phase d'essai (circuit Les Découvertes).

- Circuit de motocross Les Découvertes.

### Héraldique

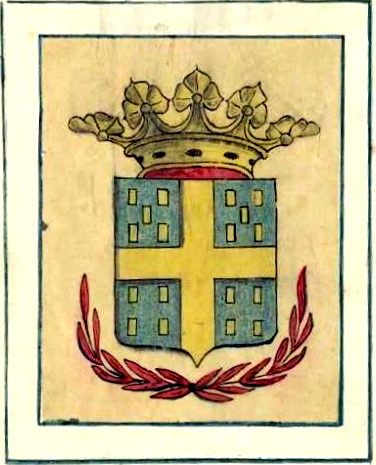
Armoiries d'Hardanges

### Patrimoine naturel
- Le Mont du Saule

### Personnalités liées à la commune
- Guillaume Le Métayer dit Rochambeau (1763-1798), chef chouan de la Mayenne, y a levé des troupes.
- Jean de Logé, écuyer, est nommé gouverneur du château fort de la Chasse-Guerre en 1419.